# Feldebrő megállóhely
Feldebrő megállóhely egy megszűnt Heves vármegyei vasúti megállóhely, melyet a MÁV üzemeltetett Feldebrő településen. A belterület délnyugati széle közelében helyezkedik el, attól mintegy 600 méterre nyugatra (a központtól nagyjából másfél kilométer távolságra), közvetlenül a 24 132-es út vasúti keresztezése mellett, annak északi oldalán.

## Vasútvonalak
A Kisterenye–Kál-Kápolna-vasútvonal egyik állomása volt, személyvonat utoljára 2007. március 3-án közlekedett.

## Kapcsolódó állomások
A megállóhelyhez az alábbi állomások vannak a legközelebb:
- Verpelét megállóhely (Kisterenye vasútállomás, Kisterenye–Kál-Kápolna-vasútvonal)
- Aldebrő megállóhely (Kál-Kápolna vasútállomás, Kisterenye–Kál-Kápolna-vasútvonal)